# Jack Steinberger
Jack Steinberger (ur. 25 maja 1921 w Bad Kissingen, zm. 12 grudnia 2020 w Genewie) – amerykański fizyk pochodzenia żydowskiego, noblista.

## Życiorys
W 1934 korzystając z oferty żydowskich organizacji charytatywnych skierowanej do dzieci z Niemiec, wyjechał ze starszym bratem do Stanów Zjednoczonych. W latach 1950–1968 był pracownikiem Uniwersytetu Columbia w Nowym Jorku, od roku 1968 w CERN (Szwajcaria). Prowadził badania w dziedzinie cząstek elementarnych. W roku 1949, pracując na Uniwersytecie w Berkeley, odkrył pion neutralny. W roku 1957 przeprowadził obserwacje niezachowania parzystości w rozpadach. W okresie 1964–1972 zajmował się badaniem niezachowania parzystości kombinowanej CP w rozpadach mezonów K0. W roku 1962 wykonał, wraz z L. Ledermanem i M. Schwartzem, eksperyment wykazujący istnienie dwóch typów neutrin (elektronowego i mionowego), za co w roku 1988 wspólnie z nimi otrzymał Laureaci Nagrodę Nobla w dziedzinie fizyki.